# Bratrušov
Bratrušov (in tedesco Brattersdorf) è un comune della Repubblica Ceca facente parte del distretto di Šumperk, nella regione di Olomouc.